# تایشی ناکاگاوا
تایشی ناکاگاوا (انگلیسی: Taishi Nakagawa؛ زادهٔ ۱۴ ژوئن ۱۹۹۸) یک هنرپیشه اهل ژاپن است. وی از سال ۲۰۰۹ میلادی تاکنون مشغول فعالیت بوده‌است.